# Spießberghaus

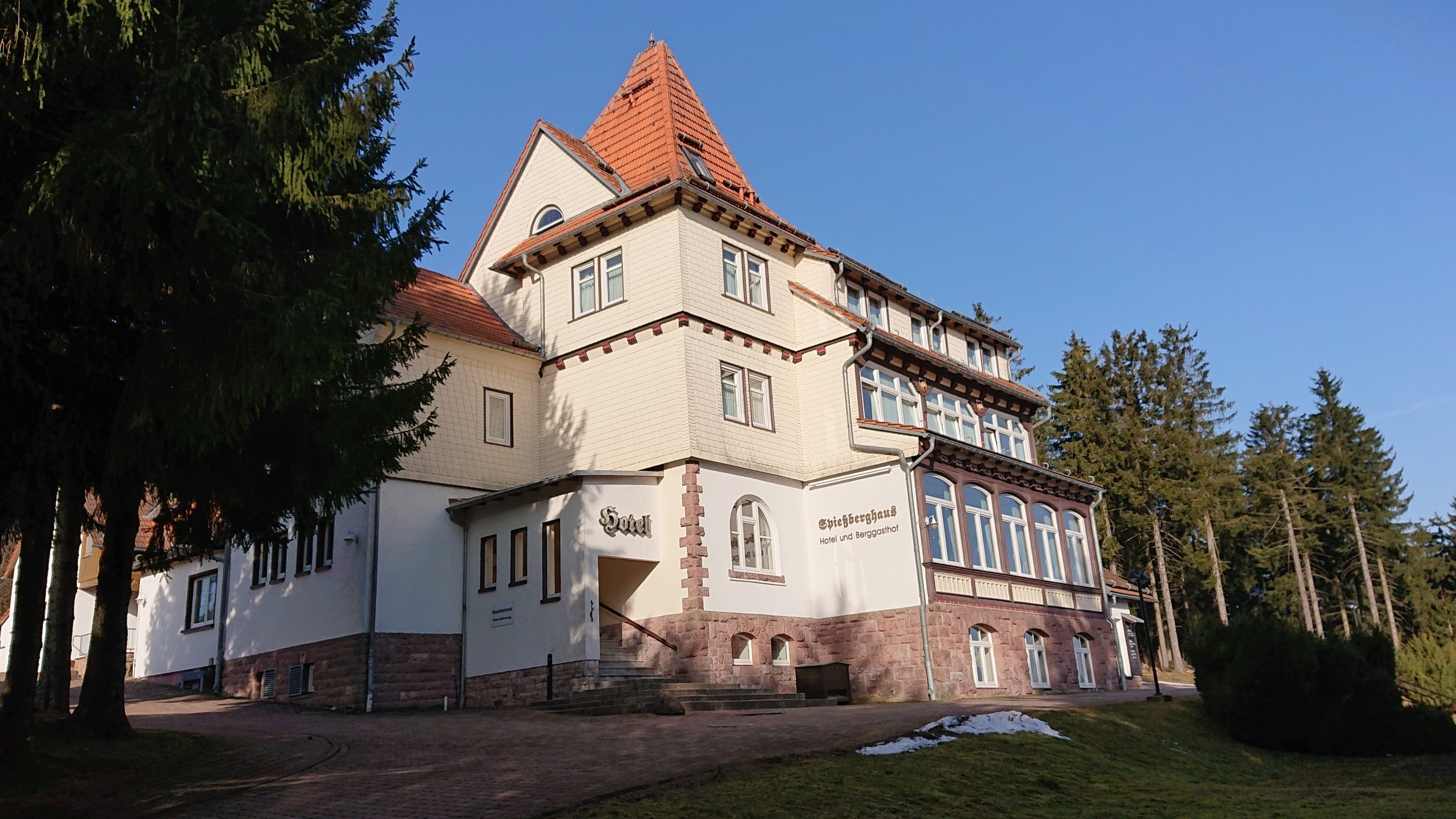
Spießberghaus, 2025

Das Spießberghaus ist ein historisches Hotel und Berggasthof im Thüringer Wald unweit vom Rennsteig. Es gehört zum Ortsteil Finsterbergen von Friedrichroda im Freistaat Thüringen.

## Lage

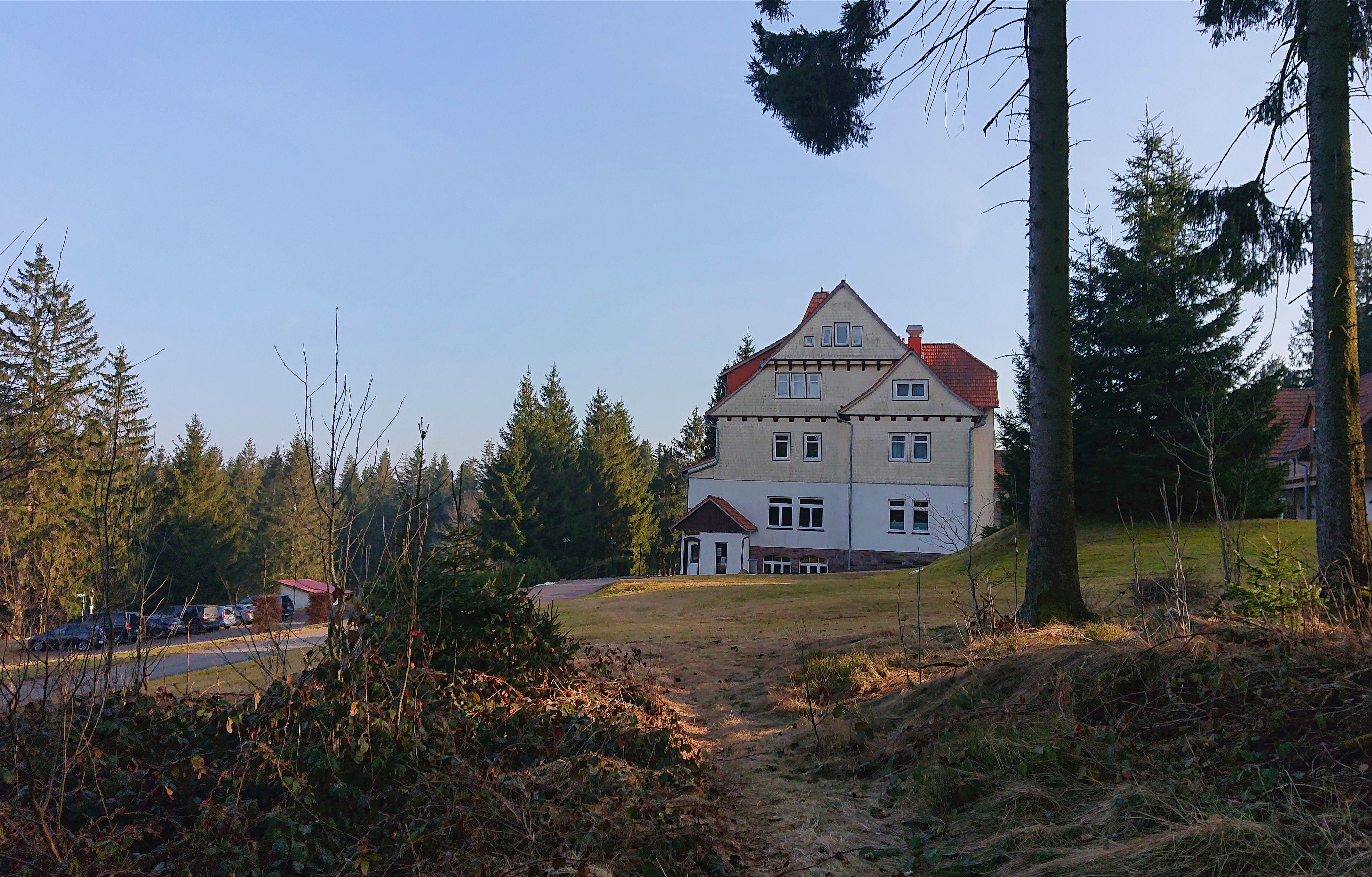
Bick aus dem Wald zum Spießberghaus

Das Spießberghaus liegt auf 690 m Höhe an der Straße Zur Wacht am Nordwesthang des Spießberges, über den der Rennsteig im Abschnitt zwischen Heuberghaus und Possenröder Kreuz führt. Zu Zufahrt ist nur von der L 1026 über das Heuberghaus auf einer Waldstraße möglich, die als Sackgasse am Spießberghaus endet.

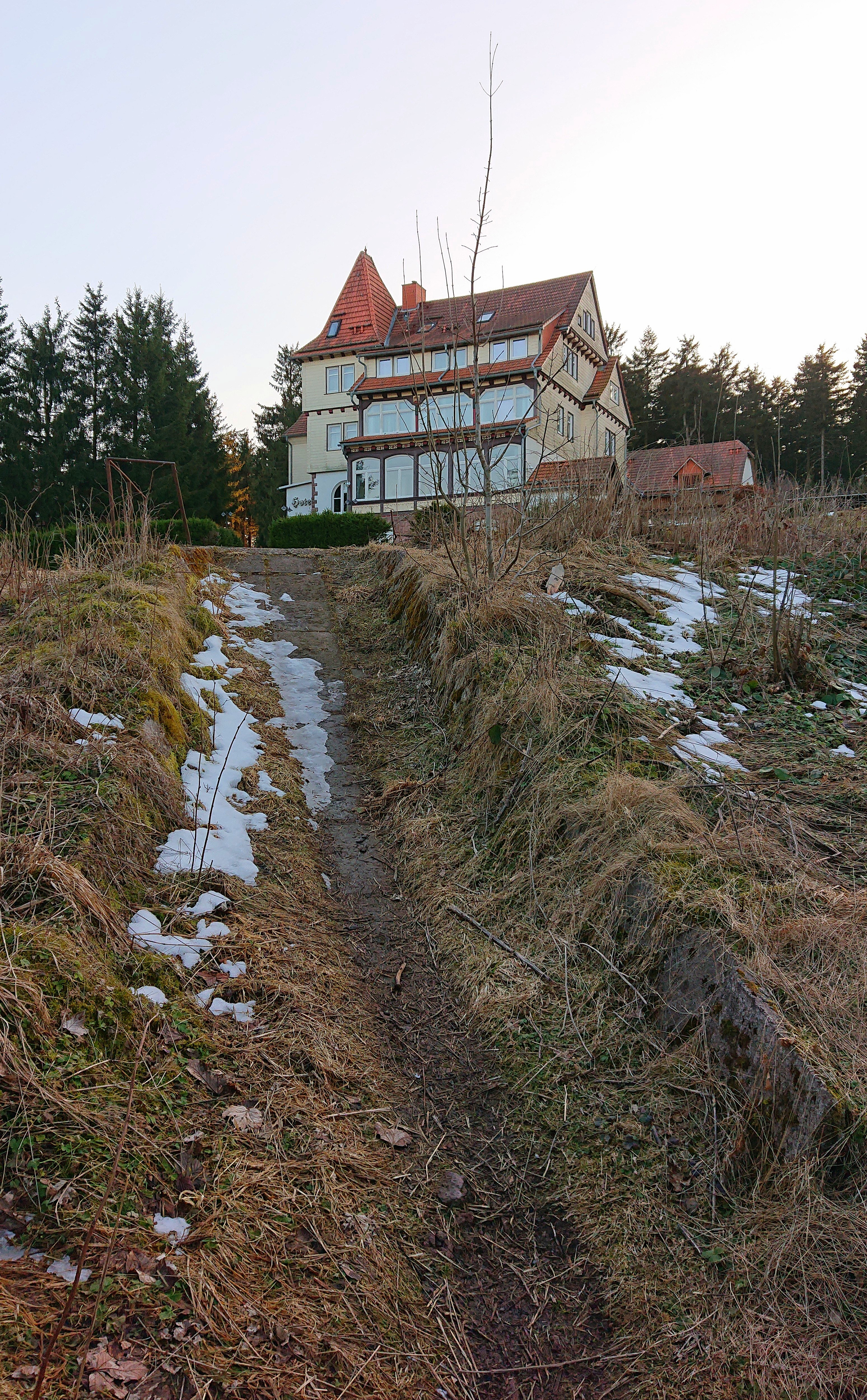
Ehemaliger Start der Spießbergbahn

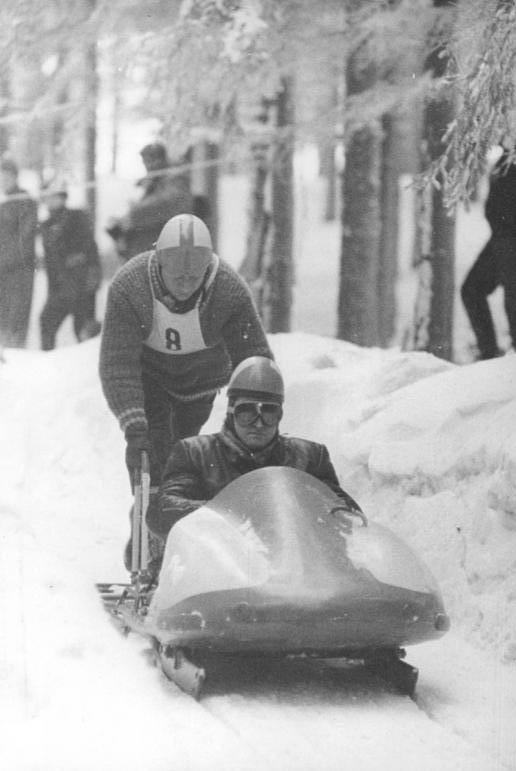
Deutsche Bob-Meisterschaft 1963, Start beim Spießberghaus

## Geschichte
Das Anwesen geht auf ein an dieser Stelle befindliches herzoglichen Waldwärterhaus aus dem Jahre 1840 zurück. Von hier bot sich eine gute Aussicht in Richtung Norden. 1887 war er möglich, am Bahnhof Gotha Privatgeschirre für eine Fahrt zum Inselsberg zu mieten und unterwegs das Spießberghaus zu besuchen. Kurze Zeit später wurde das damals aus Ausflugsort bereits sehr beliebte Forsthaus am Spießberg geschlossen, um die herzogliche Jagd durch die zahlreichen Besucher nicht zu stören. 1889 sollte das Haus sogar abgebrochen und nicht wiederaufgebaut werden. Im Wegweiser von Thüringen von Armin Radefeld aus dem Jahre 1892 wird bedauert, dass die vormals reiche Aussicht durch das Baumwachstum sehr beeinträchtigt worden und das Haus nicht mehr bewohnt ist. Erst mehrere Beschwerden, darunter von der Badeverwaltung Friedrichroda, konnten den Abriss des Gebäudes verhindern. Mit E. Hengelhaupt zog Mitte der 1890er Jahre wieder ein Pächter in das alte Spießberghaus ein und übernahm die Schankkonzession. Er warb mit dem Spruch Im Wald und auf der Heide da such' ich meine Freude! viele Gäste aus Finsterbergen, Friedrichroda und Umgebung zum Genuss der freien Natur und der herrlichen Fernsicht in die Bergeinsamkeit. Neben Speisen und Getränken wurden auch einfache Quartiere angeboten. Mit dem Aufkommen des Wintersports wurde das Spießberghaus auch in den Wintermonaten besucht und einige Wintersportfeste durchgeführt. 
Der von Friedrichroda durch den Wald zum Spießberghaus heraufführende Rote Weg wurde im Winter gern zum Rodeln genutzt. Der mit einer Schweizerin verheiratete Textilkaufmann Carl Benzing (1869–1955) kam auf die Idee, wie in der Schweiz hier eine Bobbahn anzulegen, nachdem er hier erstmals einen Stahlbob mit Seilzuglenkung ausprobiert hatte, den er sich nach Schweizer Vorbild hatte herstellen lassen. Auf Benzings Anregung fand auf dem Roten Weg im Winter 1901/02 das erste Bobrennen mit zehn Bobs aus mehreren Wintersportorten Thüringens statt. 1905 wurde dann der Wintersportverein (WSV) Friedrichroda mit dem Ziel gegründet, das Schlitten- und Bobfahren zu fördern.
1909 gestattete Herzog Carl Eduard von Sachsen-Coburg und Gotha den Bau einer 2.500 m langen regulären Bobbahn am Spießberg, die nach Plänen von Carl Benzing parallel zum Roten Weg angelegt wurde. Der Bau der Spießbergbahn führte dazu, dass das alte Spießberghaus aus allen Nähten platzte und 1910 ein Neubau im Heimatfachwerkstil durch die Spießberggemeinde errichtet wurde. Die feierliche Einweihung fand am 9. Januar 1911 im Rahmen eines Thüringer Trachtenfestes (Trachtenkirmes) statt. Der erste Pächter war Carl Leuther, der das Spießberghaus bis zum Ersten Weltkrieg zu großer Blüte führte. Das Gebäude wurde später in der DDR-Zeit als FDGB-Heim und heute als Hotel und Berggasthof genutzt.